# Vlag van Veurne
De vlag van Veurne werd door de gemeenteraad op 27 oktober 1986 officieel vastgesteld als de gemeentelijke vlag van de West-Vlaamse gemeente Veurne. Op 10 december 1986 werd hij door het Bestuur van Vlaanderen bevestigd en uiteindelijk gepubliceerd op 3 december 1987 in het officiële Belgisch Staatsblad.
Officieel wordt de vlag beschreven als:
Drie even lange banen van zwart, van geel en van groen.
De vlag, die voor de gemeentefusie van 1976 al door de gemeente Veurne werd gebruikt, toont de kleuren van het gemeentewapen.

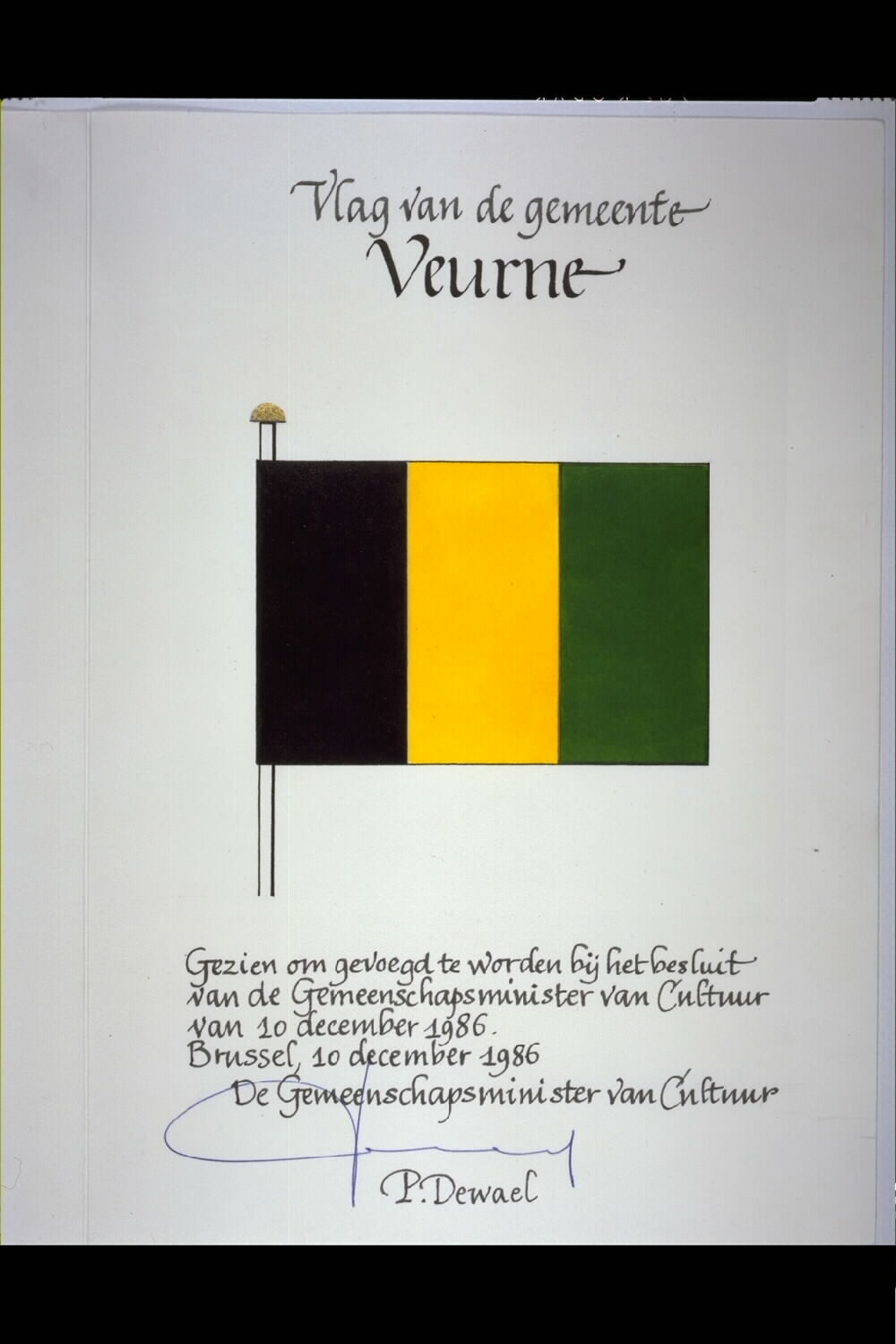
Ontwerp vlag getekend door Patrick Dewael